# Ismène (rivière)
Pour les articles homonymes, voir Ismène (homonymie) et Ladon.
L’Ismène (en grec ancien Ἰσμηνὸς / Ismēnόs), ou Ladon, est une rivière grecque de Béotie.
La mythologie grecque fait de l'Ismène (Isménos) un dieu fleuve, fils d’Asope et de Métope, et lui donne pour filles deux fontaines : Dircé et Strophie. Il est aussi plus rarement donné comme le père de Linos.

## Sources
- Pseudo-Apollodore, Bibliothèque [détail des éditions] [lire en ligne] (II, 12, 6).
- Diodore de Sicile, Bibliothèque historique [détail des éditions] [lire en ligne] (IV, 72).